# 오사카 가든 시티

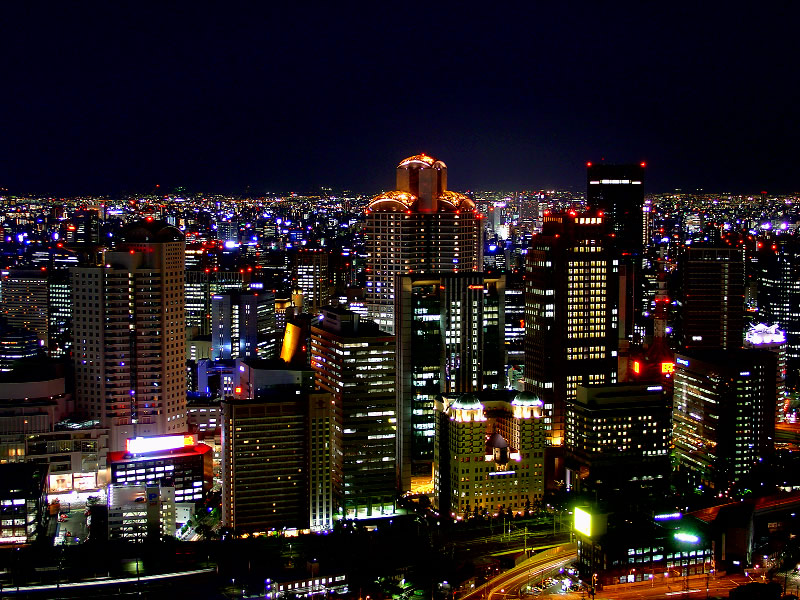
오사카 가든 시티의 야경

오사카 가든 시티(일본어: オオサカガーデンシティ, 영어: Osaka Garden City)는 오사카시 기타구의 우메다 화물역 남쪽 홈 (니시우메다 화물역) 부지 주변의 재개발 지역이다. 국철 분할 민영화에 따라 일본국유철도 청산사업단 · 한신 전기 철도 · 유키지루시 유업에 의해 공동 개발되었다. 니시우메다 지역의 대부분을 차지하고, 오피스 빌딩 · 상업 시설 · 호텔 · 전문 학교 등으로 구성되어 있다. 지역 내 각 건물은 지하 보행자 도로 가든 에비뉴(일본어: ガーデンアベニュー)에 의해 연결되어 있고, 지하철 역으로도 직결되어 있다.